# Sprechtechnik
Sprechtechnik als Bestandteil der Sprecherziehung ist das Einüben artikulatorischer Vorgänge anhand von vorgegebenen Übungsmustern sowie die damit verbundene Atem- und Gliederungstechnik.
Diese können im autodidaktischen Bereich beispielsweise artikulationstechnische Übungen wie das schnelle Sprechen von Zungenbrechern („Fischers Fritz fischt frische Fische....“) oder der Versuch deutlichen Sprechens mit einem Korken im Mund sein. Eine Verbesserung der Artikulationsgeläufigkeit und Schulung der Zungengrundmuskulatur kann auch ohne sprecherzieherische Hilfe von außen geschehen.
Die Ausbildung in Sprechtechnik widmet sich neben der Atemschulung und Stimmbildung zunächst den einzelnen Lauten (Phonemen) der gesprochenen deutschen Sprache, deren Klang und Bildungsweise über die Normen der deutschen Standardlautung definiert sind. Die Einzellaute werden zumeist mit Hilfe von Lauthäufungsübungen geschult. Der Sprecherzieher kontrolliert und korrigiert den Übenden direkt über Ohr oder über technische Aufnahme. Er überprüft den Stimmsitz und den lautreinen Klang des artikulierten Phonems.
Die Bewegungsabläufe zur Bildung eines Lauts sind ebenfalls definiert. Dies gilt es zu trainieren. Beispiel: Ein „w“ im Deutschen wird durch leichtes Vorstülpen der Unterlippe bei gleichzeitigem, sehr weichem Aufsetzen der oberen Schneidezähne auf die Unterlippe gebildet. Der Atemstrom reibt sich dort. Zusätzlich wird beim „w“ Stimme gegeben. So ist zwar jeder Laut in seiner idealen Bildungsweise definiert, wird aber beim Sprechvorgang von den vorausgegangenen und nachfolgenden Lauten beeinflusst.
In der nächsten Phase der Ausbildung werden Wort- bzw. Textelemente in der erlernten lautreinen Artikulation realisiert. Hinzu kommen das Einüben und das intellektuelle Erfassen von Gestaltungsmerkmalen wie Pausengliederung, Betonungsentscheidungen (Betonungsschwerpunkten) und Melodieführung (Prosodie).
In der professionellen Ausbildung galt über viele Jahrzehnte Julius Heys Buch Die Kunst des Sprechens (auch Der Kleine Hey) als Referenzwerk zur Sprechtechnik für Schauspieler, Rundfunksprecher und andere sprechende Berufe. In neuerer Zeit gerieten die oft eintönig-mechanistischen Sprechübungen des Kleinen Hey in die Kritik.
Die wichtige Bedeutung der Atmung für die Sprechtechnik wurde von Horst Coblenzer und Franz Muhar herausgearbeitet, die das Konzept der Atemrhythmisch angepassten Phonation entwickelten. Dabei wird die Bedeutung des physiologisch richtigen – nämlich diaphragmatischen – Atmens herausgestellt und dazu genutzt, einen möglichst ökonomischen Stimmeinsatz zu gewährleisten. Ursprünglich wurde die atemrhythmisch angepasste Phonation nach Coblenzer/Muhar für die Sprecherziehung entwickelt, sie findet aber auch in der Therapie bei Sprachstörungen Anwendung.